# Petrus Martinus van Riel
Pour les articles homonymes, voir van Riel.
Petrus Martinus van Riel, né à Alblasserdam le 23 octobre 1878 et mort à Zeist le 11 janvier 1957, est un officier de marine, hydrographe et météorologue néerlandais.

## Biographie
Après des études a l'Institut Royal de la Marine, il est employé par la Marine royale néerlandaise à partir de 1899. Jusqu'en 1914, il sert au service hydrographique puis jusqu'en 1920 comme officier-instructeur de marine au Koninklijk Instituut voor de Marine. Il en est directeur adjoint de 1920 à 1946 et dirige dès 1923 le Département d'océanographie et de météorologie maritime.
De 1929 à 1931, il est le chef de l'expédition Snellius qui relève vers Mindanao la profondeur record de son époque de 10 068 m.
À partir de 1934, il est le directeur de la section d'Amsterdam du Koninklijk Instituut voor de Marine.